# Tetracis rufa
Tetracis rufa là một loài bướm đêm trong họ Geometridae.